# Vuelta Ciclista del Uruguay 2001
La 58.ª edición de la Vuelta Ciclista del Uruguay, se disputó del 6 de abril al 15 de abril.
En sus 10 etapas se recorrieron casi 1574 km y contó con una contrarreloj de 37,6 km.
El ganador fue el argentino Javier Gómez, defensor del club Alas Rojas de Santa Lucía, consiguiendo así su segunda victoria consecutiva.

## Etapas
| Etapa | Fecha       | Recorrido            | km         | Ganador (equipo)                          | Líder           |
| 1.ª   | 6 de abril  | Montevideo-Maldonado | 166,5      | Sergio Tesitore (España-La Paz)           | Sergio Tesitore |
| 2.ª   | 7 de abril  | Maldonado-Rocha      | 150        | Gregorio Bare (España-La Paz)             | Sergio Tesitore |
| 3.ª   | 8 de abril  | Lascano-Melo         | 186,5      | Gerardo Romero (Nacional)                 | Gerardo Romero  |
| 4.ª   | 9 de abril  | Melo-Tacuarembó      | 189,5      | Gonzalo García (San Antonio de Florida)   | Gerardo Romero  |
| 5.ª   | 10 de abril | Tacuarembó- Paysandú | 199,5      | Murilo Fischer (Caloi)                    | Gerardo Romero  |
| 6.ª   | 11 de abril | Paysandú-Mercedes    | 159        | Carlos Silva (Barrio Artigas de 33)       | Gerardo Romero  |
| 7.ª   | 12 de abril | Palmitas-Mercedes    | 37,6 (CRI) | Federico Moreira (San Antonio de Florida) | Javier Gómez    |
| 8.ª   | 13 de abril | Mercedes-Colonia     | 179        | Hernán Cline (Nacional)                   | Javier Gómez    |
| 9.ª   | 14 de abril | Colonia-San José     | 136        | Gregorio Bare (España-La Paz)             | Javier Gómez    |
| 10.ª  | 15 de abril | San José-Montevideo  | 170,2      | Federico Moreira (San Antonio de Florida) | Javier Gómez    |

## Clasificaciones finales

### Clasificación individual
| Pos. | Ciclista              | Equipo                | Tiempo           |
| ---- | --------------------- | --------------------- | ---------------- |
| 1.º  | Javier Gómez          | Alas Rojas            | 35 h 39 min 20 s |
| 2.º  | Alejandro Acton       | Alas Rojas            | a 46 s           |
| 3.º  | Milton Wynants        | Nacional              | a 1 min 18 s     |
| 4.º  | Hernán Cline          | Nacional              | a 1 min 33 s     |
| 5.º  | Sergio Tesitore       | España-La Paz         | a 1 min 57 s     |
| 6.º  | Daniel Fuentes        | Nacional              | a 2 min 00 s     |
| 7.º  | Peter Milosic         | Uruguayan Sidney Club | a 2 min 08 s     |
| 8.º  | Luis Alberto Martínez | Tabaré Farías         | a 2 min 19 s     |
| 9.º  | Jorge Libonatti       | Nacional              | a 2 min 19 s     |
| 10.º | Jorge Bustamante      | Alas Rojas            | a 2 min 26 s     |

| 11.º | Agustín Margalef    | Fénix                  | a 2 min 28 s      |
| 12.º | Rodrigo Brito       | Caloi-Chevrolet        | a 2 min 46 s      |
| 13.º | Gonzalo García      | San Antonio de Florida | a 2 min 56 s      |
| 14.º | Federico Moreira    | San Antonio de Florida | a 3 min 06 s      |
| 15.º | Russell Van Hout    | Uruguayan Sidney Club  | a 3 min 30 s      |
| 16.º | Walter Rafael Silva | Fénix                  | a 3 min 46 s      |
| 17.º | Carlos Ramírez      | España-La Paz          | a 5 min 04 s      |
| 18.º | Gerardo Romero      | Nacional               | a 5 min 07 s      |
| 19.º | Miguel Direnna      | Alas Rojas             | a 5 min 16 s      |
| 20.º | Federico Morales    | Fénix                  | a 5 min 36 s      |
| 21.º | Murilo Fischer      | Caloi-Chevrolet        | a 5 min 36 s      |
| 22.º | Milton Castrillón   | Nacional               | a 5 min 59 s      |
| 23.º | Richard Mascarañas  | Cruz del Sur           | a 6 min 48 s      |
| 24.º | Paul Troncoso       | Sauce                  | a 6 min 51 s      |
| 25.º | Héctor Morales      | Fénix                  | a 6 min 57 s      |
| 26.º | Alén Reyes          | Alas Rojas             | a 7 min 09 s      |
| 27.º | Carlos Silva        | Barrio Artigas de 33   | a 7 min 14 s      |
| 28.º | Cassio Freitas      | Caloi-Chevrolet        | a 7 min 29 s      |
| 29.º | Jorge Bravo         | Amanecer               | a 8 min 18 s      |
| 30.º | Daniel Vidart       | España-La Paz          | a 8 min 31 s      |
| 31.º | Daniel Mosler       | San Antonio de Florida | a 8 min 32 s      |
| 32.º | Omar Cánepa         | España-La Paz          | a 9 min 26 s      |
| 33.º | Kent Nash           | Uruguayan Sidney Club  | a 9 min 51 s      |
| 34.º | Alvaro Tardáguila   | San Antonio de Florida | a 10 min 06 s     |
| 35.º | Ricardo Guedes      | Amanecer               | a 10 min 39 s     |
| 36.º | Mateo Sasso         | San Antonio de Florida | a 11 min 43 s     |
| 37.º | Robert Crowe        | Uruguayan Sidney Club  | a 12 min 24 s     |
| 38.º | Germán Sánchez      | Cruz del Sur           | a 13 min 04 s     |
| 39.º | Fabio Zipitría      | C. C. Maldonado        | a 14 min 47 s     |
| 40.º | José Asconeguy      | Alas Rojas             | a 15 min 35 s     |
| 41.º | Julio Acevedo       | Barrio Artigas de 33   | a 16 min 48 s     |
| 42.º | Richard Castellano  | San Ramón              | a 19 min 47 s     |
| 43.º | Nazario Martín      | Cruz del Sur           | a 20 min 09 s     |
| 44.º | Wilder Miraballes   | Confederación del Este | a 21 min 01 s     |
| 45.º | Rafael Pujadas      | C. C. Carmelo          | a 22 min 22 s     |
| 46.º | Mario Sasso         | Cruz del Sur           | a 25 min 24 s     |
| 47.º | Renato Roslher      | Caloi-Chevrolet        | a 26 min 06 s     |
| 48.º | Hugo Mémoli         | Tabaré Farías          | a 26 min 31 s     |
| 49.º | Jorge Mesa          | Tabaré Farías          | a 26 min 41 s     |
| 50.º | Gregorio Bare       | España-La Paz          | a 27 min 53 s     |
| 51.º | Pablo Pintos        | C. C. Maldonado        | a 27 min 53 s     |
| 52.º | Ricardo Ottonelli   | Villa Teresa           | a 30 min 00 s     |
| 53.º | Enrique Ramos       | Villa Teresa           | a 30 min 20 s     |
| 54.º | José Dos Santos     | Caloi-Chevrolet        | a 31 min 44 s     |
| 55.º | Julio Gorosito      | Barrio Artigas de 33   | a 31 min 51 s     |
| 56.º | Ramiro Calpa        | Federación Ecuatoriana | a 33 min 45 s     |
| 57.º | Glauber De Sousa    | Caloi-Chevrolet        | a 34 min 24 s     |
| 58.º | Carlos Quiroga      | Fénix                  | a 37 min 15 s     |
| 59.º | Erick Castaño       | Federación Ecuatoriana | a 40 min 04 s     |
| 60.º | Greg Campbell       | Uruguayan Sidney Club  | a 40 min 37 s     |
| 61.º | Víctor Faust        | Cruz del Sur           | a 40 min 44 s     |
| 62.º | Alfredo Párraga     | Gimnasio 2001          | a 1 h 22 min 17 s |
| 63.º | David Harrigan      | Uruguayan Sidney Club  | a 1 h 32 min 40 s |
| 64.º | Héctor Chiles       | Federación Ecuatoriana | a 1 h 52 min 40 s |

### Clasificación premio esprínter
| Pos.       | Ciclista       | Equipo               | Puntos |
| ---------- | -------------- | -------------------- | ------ |
| Malla azul | Hernán Cline   | Nacional             | 22     |
| 2.º        | Julio Acevedo  | Barrio Artigas de 33 | 19     |
| 3.º        | Germán Sánchez | Cruz del Sur         | 9      |

### Clasificación premio cima
| Pos.        | Ciclista       | Equipo                 | Puntos |
| ----------- | -------------- | ---------------------- | ------ |
| Malla verde | Daniel Mosler  | San Antonio de Florida | 25     |
| 2.º         | David Harrigan | Uruguayan Sydney Club  | 15     |
| 3.º         | Carlos silva   | Barrio Artigas de 33   | 15     |

### Clasificación por puntos
| Pos.          | Ciclista       | Equipo                 | Puntos |
| ------------- | -------------- | ---------------------- | ------ |
| Malla naranja | Gregorio Bare  | España-La Paz          | 39     |
| 2.º           | Gerardo Romero | Nacional               | 32     |
| 3.º           | Daniel Mosler  | San Antonio de Florida | 31     |

### Clasificación por equipos
| Pos. | Equipo          | Tiempo            |
| ---- | --------------- | ----------------- |
| 1.º  | Alas Rojas      | 107 h 01 min 13 s |
| 2.º  | Nacional        | a 2 min 00 s      |
| 3.º  | Fénix           | a 5 min 48 s      |
| 4.º  | España-La Paz   | a 7 min 43 s      |
| 5.º  | Caloi-Chevrolet | a 9 min 39 s      |